# Ventura Rodríguez (metrostation)
Ventura Rodríguez is een station van de Metro in Madrid aan metrolijn 3.
Het is gelegen tussen de stations Argüelles en Plaza de España. Het bevindt zich op de Calle de Princesa in Zone A